# Porque hoy es sábado
Porque Hoy es Sábado era un programa de variedades emitido durante 1988 en Canal 7. Fue conducido por el locutor César Antonio Santis y la Miss Universo 1987 Cecilia Bolocco. Se lanzó para competir con Sábados Gigantes de Don Francisco (Mario Kreutzberger) sin lograr quitarle audiencia al programa transmitido por Canal 13.

## Historia
Fue el primer programa en el que participó Santis en su segunda época en Canal 7, después de su paso por Canal 13, en donde fue presentador del informativo central Teletrece. En su primera época en TVN había sido presentador de los estelares 120 Kilómetros por hora y Kukulina Show. Otro programa en el que participó Santis en su segunda época en Televisión Nacional fue TVNoticias, que conducía junto a Juan Guillermo Vivado, noticiero central de transición emitido por la televisora tras el final de Sesenta Minutos, noticiario oficialista desde abril de 1975 y que duró una temporada hasta la salida al aire en mayo de 1989 del nuevo informativo central de la estación estatal: Noticias.
El programa fue un fracaso tanto comercial como de audiencias. Un solo programa de Porque Hoy es Sábado, gastaba 6 programas (o sea, un mes y medio) de Sábados Gigantes, en ese tiempo. El programa se canceló en diciembre de 1988. El último capítulo en vivo se trasmitió el sábado 31 de diciembre (el 7 de enero de 1989 se emitió un recuento). Santis no volvería a la televisión hasta marzo de 1992.